# Wirtschaftsgeographie
Die Wirtschaftsgeographie, auch Wirtschaftsgeografie, als sozialwissenschaftlicher Teilbereich der Geographie erfasst, beschreibt und erklärt Wirtschaftsräume der Erdoberfläche nach deren ökonomischen Strukturen sowie den Prozessen und Funktionsweisen, die diese erzeugen. Hierzu werden räumliche Netzwerke verschiedener Maßstabsebenen untersucht. Die Perspektive kann sich dabei auf Betriebe und Unternehmen, auf regional-/volkswirtschaftliche Aspekte oder vermittelnd auf eine „Mesoebene“ richten. Der Wechselwirkung des wirtschaftenden Menschen mit seiner natürlichen Umwelt gilt ein besonderes Interesse.
Aufgrund des Forschungsgebietes weist die Wirtschaftsgeographie eine Vielzahl von Schnittstellen zu anderen wissenschaftlichen Disziplinen wie etwa den Wirtschafts- und Sozialwissenschaften, den Technikwissenschaften, den Politikwissenschaften, der Immobilienökonomie sowie der Stadtplanung auf.

## Einteilungen
Die klassische Einteilung der Wirtschaftsgeographie folgte den drei Wirtschaftssektoren:
- Geographie des Primärsektors (z. B. Agrargeographie),
- Geographie des Sekundärsektors (z. B. Industriegeographie),
- Geographie des Tertiärsektors (z. B. Handelsgeographie).

Traditionell wird oft auch die Verkehrsgeographie zur Wirtschaftsgeographie gezählt.
Andere traditionelle Einteilungen orientieren sich an den Aufgaben der Wirtschaftsgeographie:
- Theorie (Erklärung),
- Empirie (Beschreibung, Messung),
- Politik (Gestaltungsempfehlungen für gesellschaftliche Akteure).

## Theorien
Wirtschaftsgeographische Theorien wurden lange Zeit gegliedert in:
- Standorttheorien
- Räumliche Mobilitätstheorien
- Regionale Wachstums- und Entwicklungstheorien

## Ansätze
Einige traditionelle theoretische Ansätze sind:
- der raumwirtschaftliche Ansatz (z. B. Ludwig Schätzl): in diesem Ansatz sind die Hauptkategorien der Analyse „Struktur“ (räumliche Verteilung zum gegebenen Zeitpunkt), Interaktion (Wechselwirkung oder Wanderung von Produktionsfaktoren und Gütern), Prozess (die Veränderung ersterer im zeitlichen Ablauf); ein wesentliches Kennzeichen ist die Einbeziehung neoklassischer Theorieelemente;
- der verhaltenswissenschaftliche Ansatz: Hauptthese ist, dass Unternehmer auch andere als nur rein ökonomische Ziele und nur begrenzte Information haben und sich deshalb oft auch mit „suboptimalen“ Ergebnissen zufriedengeben;
- der funktionale Ansatz: Gegenstand sind Verflechtungen zwischen Objekten und Räumen bzw. gruppenspezifischen Aktionsräumen;
- der Wohlfahrtsansatz: Gegenstand sind soziale Ziele und die Möglichkeiten, sie zu erreichen.

Neben den traditionellen Ansätzen, die auch heute noch ihre Berechtigung für zahlreiche Forschungsfragen aufweisen, sind zudem auch neuere geographische Ansätze in den Vordergrund getreten, welche als „Neue Wirtschaftsgeographie“ (v. a. von angelsächsischen Autoren ausgehend) bezeichnet werden; Hauptmerkmale sind die Vermittlung der wirtschaftsräumlichen „Realität“ durch Kultur und das Gesellschaftssystem (cultural turn, social turn) und die Betrachtung der Einbindung der Akteure in ihr Umfeld (englisch embeddedness). Der Ansatz der „relationalen Wirtschaftsgeographie“ (Harald Bathelt/Johannes Glückler) betont Relationalität und die Betrachtungselemente Organisation, Evolution, Innovation und Interaktion.
Aus der Ökonomik heraus entwickelte sich außerdem der für die Wirtschaftsgeographie bedeutende Ansatz der Geographical Economics bzw. New Economic Geography (Paul Krugman): Ausgangspunkt ist die Beobachtung, dass es entgegen den neoklassischen Modellen eine räumliche Dimension der Volkswirtschaft gibt (Ballungsprozesse, regionale Ungleichheiten). Zentrale Begrifflichkeiten sind Skalenerträge, externe Effekte, unvollkommene Märkte und Transportkosten.

## Methoden
Unter den von Wirtschaftsgeographen eingesetzten Methoden finden sich beispielsweise
- Methoden der empirischen Sozialforschung
- Statistische Methoden
- Anwendungen aus der Kartografie und Nutzung von Geoinformationssystemen

## Forschungsthemen
Die Forschungsschwerpunkte liegen heute im Schnittstellenbereich zwischen den Wirtschafts- und Gesellschaftswissenschaften. Einige Beispiele aktueller Forschungsthemen:
- Ein besonders aktuelles Thema der Wirtschaftsgeographen ist der Zusammenhang von Globalisierung und Lokalisierung.
- Dabei stehen Aufwertungs-/Lerneffekte (industrial upgrading, organizational learning) wie auch neue Abhängigkeiten von Standorten und regionalen Produktionssystemen im Vordergrund.
- Die Sektoren können die Rohstoffgewinnung (z. B. Nahrungsmittelindustrie), das produzierende und verarbeitende Gewerbe (z. B. Automobilindustrie, Elektronikindustrie) und das Dienstleistungsgewerbe (besonders hochwertige Dienstleistungen) umfassen.
- Auch die Auswirkungen auf die Arbeitswelt (labour geography) bilden einen Teil der Wirtschaftsgeographie.
- Weitere Bereiche sind Gründungsforschung, Cluster, Logistik u. a. m.